# Чакмак, Мустафа Февзи
Мустафа́ Февзи́ Чакма́к-паша́ (тур. Mustafa Fevzi Çakmak Paşa; 12 января 1876, Rumelikavağı, Стамбул, Османская империя — 10 апреля 1950[…], Стамбул) — османский и турецкий государственный и военный деятель, Маршал Турции.
Премьер-министр Турции (1921—1922) и ближайший сподвижник Кемаля Ататюрка. Племянница Февзи Чакмака Мюфиде Ильхан — первая женщина-мэр Турции.

## Биография

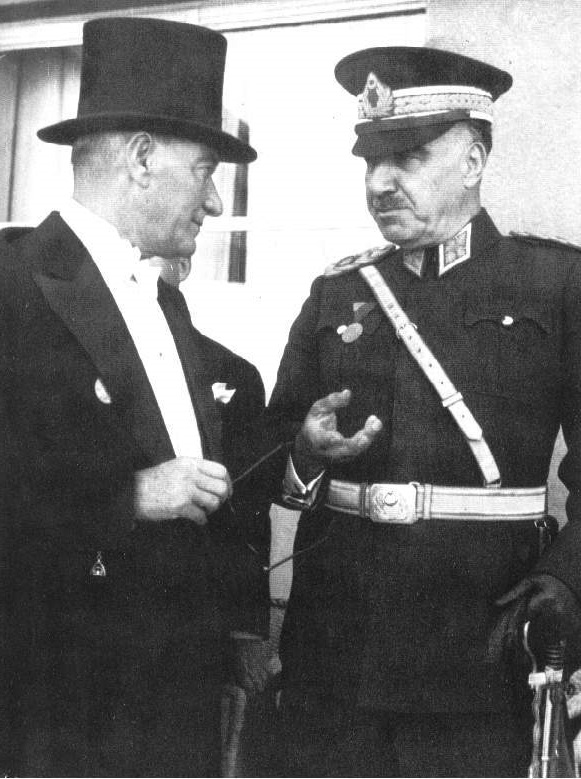
Ататюрк и Чакмак (справа), 1.11.1937

### Османский период
Родился в Бейкозе, районе Стамбула в семье военного. Начал учиться в возрасте пяти лет. После окончания Высшей военной школы Кулели, 29 июня 1893 года поступил в военную школу Пангалти. Успешно закончив обучение, 25 декабря 1898 года вступил в армию Османской империи в чине лейтенанта. В декабре 1898 года он окончил академию (тур. Mekteb-i Erkân-ı Harbiye-i Şâhâne) и в качестве капитана был назначен в 4-й отдел Генерального штаба.
В апреле 1899 года он становится штаб-офицером 18-го регулярного отдела под командованием Семзи-паши в Митровице. В декабре 1908 года он был назначен губернатором и командующим гарнизоном в Ташлице, одновременно являлся командиром 35-й бригады. В июле 1910 года был назначен начальником штаба временного корпуса в Косово.
В январе 1911 года он был назначен на 4-й отдел Генерального штаба. С началом итало-турецкой войны был переведён в Западную армию, которая была сформирована для защита Западной Румелии. В октябре 1911 года он был назначен губернатором Печского округа. Однако вскоре вернулся в Стамбул, чтобы продолжить работу 4-м отделе Генерального штаба. В феврале 1912 года — переведён в администрацию Косово.
В конце сентября 1912 года он был назначен начальником 1-го отдела (начальник операций) в Вардарской армии под командованием Зеки-паши, образованной в составе в Западной армии. Во время Первой Балканской войны после поражения в битве при Куманово он писал, что распределения османских сил на обширной территории дало инициативу противнику, а план мобилизации и концентрации войск был плохо проработан. Он также указывал на серьёзные недостатки в артиллерийской подготовке, в боеготовности беспроводных и авиационных частей. После поражения в битве при Битоле Вардарская армия была вынуждена отступить к Албании. В конце июня 1913 года он вернулся в Стамбул. В начале августа 1913 года был назначен командующим Анкарской резервной дивизии, а в ноябре — командиром 2-й пехотной дивизии.
В конце декабря 1913 года он был назначен командиром V корпуса, который участвовал в сражениях в ходе Дарданелльской операции. В апреле 1916 года он был назначен командующим 3-м военным округом Восточного фронта, а в сентябре того же года — командующим II Кавказским корпусом. В июле 1917 года был назначен командующим 2-й армией, расположенной в Диярбакыре. В октябре 1917 года принимает командование 7-й армией, которая вела боевые действия в ходе Синайско-Палестинской кампании. В феврале 1918 года он писал командующему Х германской армией Эриху фон Фалькенхайну о серьёзных проблемах, связанных с низкой эффективностью линий связи, снабжения и рекрутинга. Кроме того, он отмечал недостаточный уровень боевой подготовки турецких войск.
В июле 1918 г. ему было присвоено воинское звание ферика (тур. Ferîk-i evvel; командир дивизиона). Однако в августе того же года был вынужден отправиться в Стамбул на лечение.

### Республиканский период

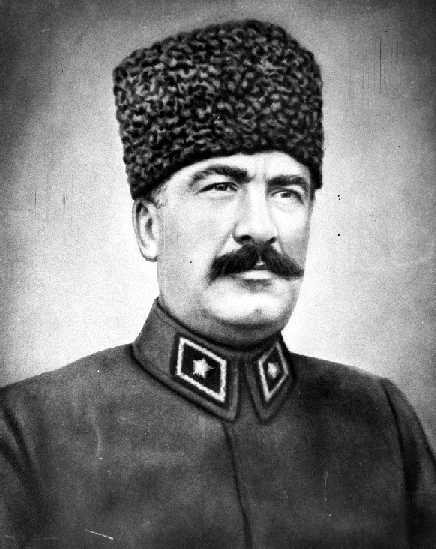
Февзи Чакмак-паша

В 1920 году он последовал за Кемалем Ататюрком к Самсуну и всё время поддерживал его в Войне за независимость Турции. В мае 1920 г. османский военный суд вынес ему смертный приговор.
После Севрского мирного договора войска Турции уменьшились до двух армий. Одной армией, находившейся на восточном фронте в Эрзуруме, управлял Кязым Карабекир, другой, находившейся на западном фронте в Анкаре, командовал Али Фуат.
После серьёзных боевых потерь в Кютахья-Атлинтасе Февзи взял управление армией под свой контроль. Он остановил отступление турецкой армии и не позволил греческим войскам в Битве при Сакарье взять Анкару. Февзи и Кемаль организовали и возглавили победоносное сражение при Думлупынаре 31 августа 1922 года. За это оба получили звание Маршала Турции, оставаясь единственными людьми в истории Турции с этим званием. Даже сегодня, когда турки говорят Маршал (тур. Mareşal), они подразумевают Мустафу Февзи.
В 1920—1921 годах занимал должность первого заместителя премьер-министра Турции, затем был назначен премьер-министром страны (с 24 января 1921 по 9 июля 1922 года).
В 1924 году принял решение уйти из политики и посвятить себя военной службе, сложив полномочия депутата парламента.
С 3 марта 1924 по 12 января 1944 он являлся начальником Генштаба Вооружённых сил Турции.
Умер 10 апреля 1950 года, похоронен в Стамбуле.

## Награды
Османская империя:

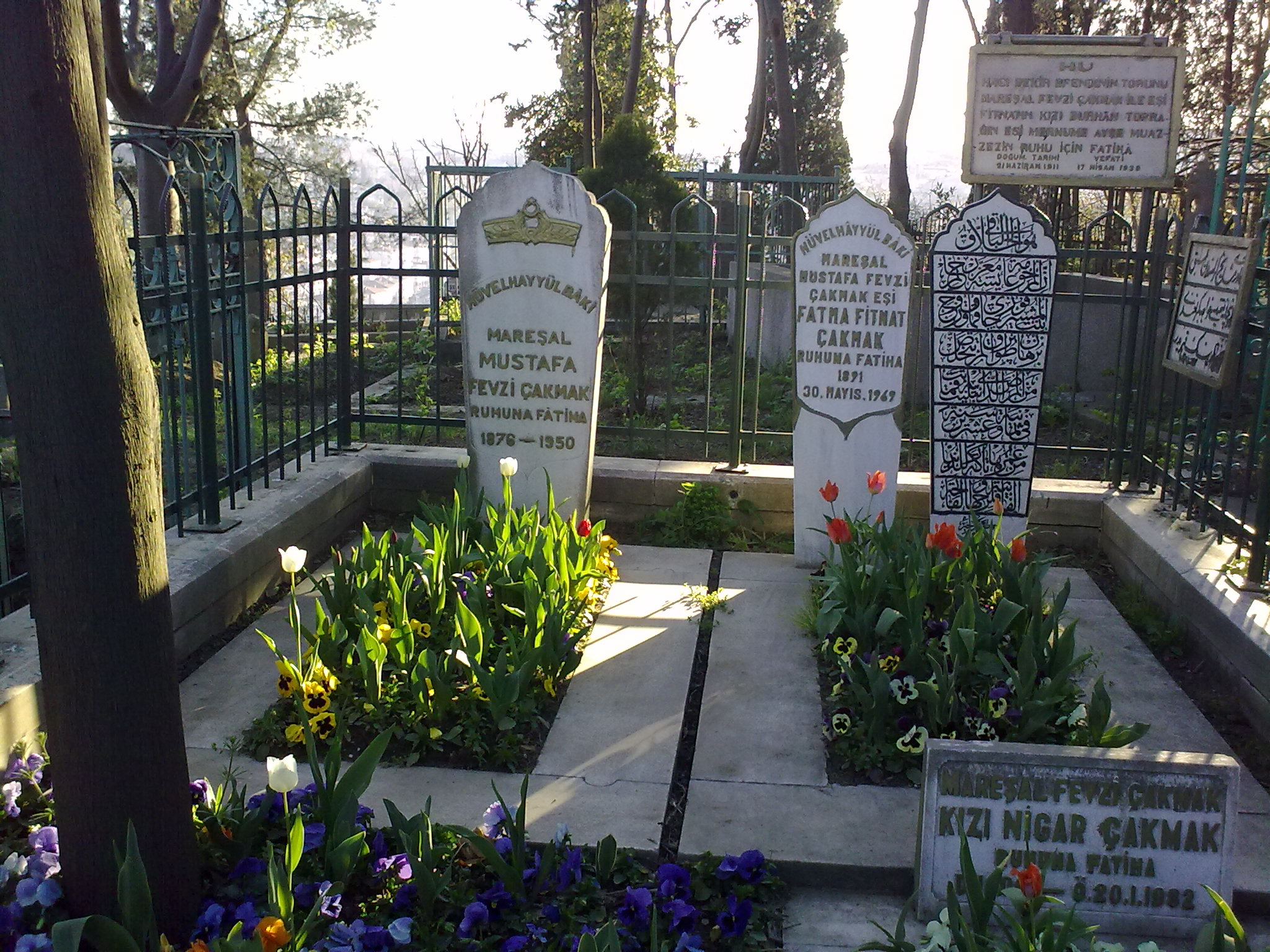
Могила М. Ф. Чакмака

- Серебряная медаль «За отличие» («Имтияз») (23 января 1900)
- Орден Меджидие 5-й степени (22 августа 1900)
- Орден Османие 4-й степени (17 июля 1906)
- Военная медаль (2 октября 1915)
- Золотая медаль «За заслуги» («Лиакат») (17 января 1916)
- Золотая медаль «За отличие» («Имтияз») (11 ноября 1916)
- Орден Османие 2-й степени с саблями (23 сентября 1917)
- Орден Османие 1-й степени с саблями (7 января 1918)

Турецкая республика:
- Медаль «За независимость» («Истикляль») (21 ноября 1923)

Германская империя:
- Железный крест 2-го класса (Королевство Пруссия, 26 декабря 1915)
- Орден Вюртембергской короны (Королевство Вюртемберг, 19 июня 1918)

Австро-Венгрия:
- Крест «За военные заслуги» 2-й степени (3 апреля 1917)